# 格罗宁根大学
格罗宁根大学（荷蘭語：Rijksuniversiteit Groningen）位于荷兰格罗宁根，始建于1614年，是荷兰历史第二悠久和第三大大学，学生约三万人。自17世纪建校以来，学校吸引了大量的外国留学生和教授。
格罗宁根大学是欧洲科英布拉集團的成员，并和世界上一些优秀大学建立起了长期伙伴关系和开展了学生交流项目。

## 學術
大学共有9个学院、9个研究生院、27个研究中心和机构、超过175个学位项目。为了进一步促进学校的科研发展，格罗宁根大学还在分子学、进化生物学、纳米科学和医学与制药革新专业为国际学生设立了全额奖学金。学校所在的格罗宁根市是荷兰第五大城市，是荷兰北部经济、贸易和文化教育中心，历史悠久，经济发达。该校计算机设备和多媒体教学体系在荷兰大学中居领先水平。

## 知名校友
- 约翰·白努利：数学家
- 巴特·包克：天文学家
- 维姆·德伊森贝赫：欧洲中央银行首任行长
- 威廉·弗雷德里克·赫尔曼斯：作家
- 约翰·赫伊津哈：历史学家
- 雅各布斯·卡普坦：天文学家
- 海克·卡末林·昂內斯：1913年诺贝尔物理学奖获得者
- 扬·奥尔特：天文学家
- 威廉·德西特：天文学家
- 彼得·耶勒斯·特鲁尔斯特拉：律师、政治家
- 帕拉曼加·埃内斯特·永利：布基纳法索总理
- 弗里茨·塞尔尼克：理论物理学家，1953年诺贝尔物理学奖获得者

## 画廊

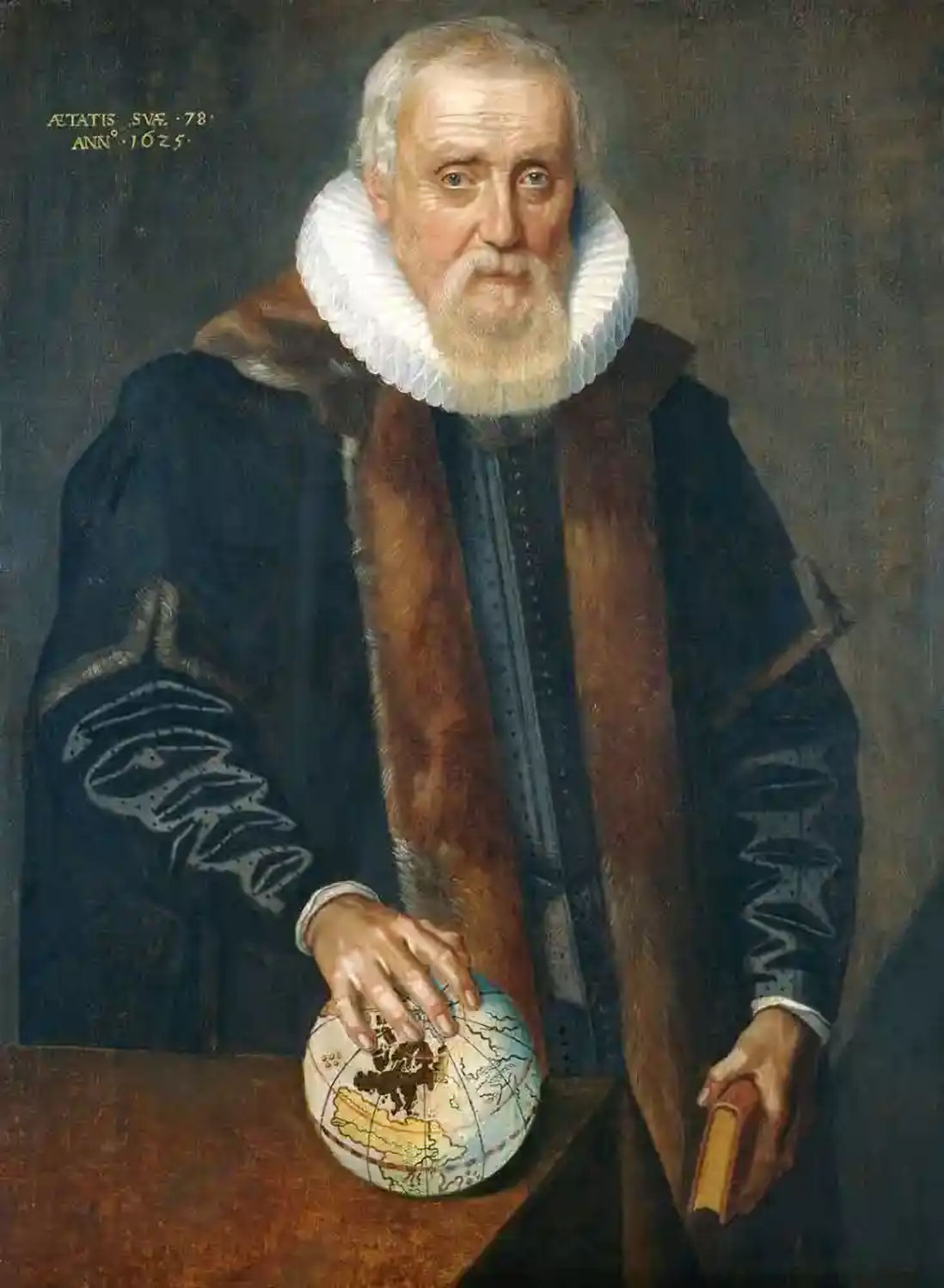
格罗宁根大学首位校长
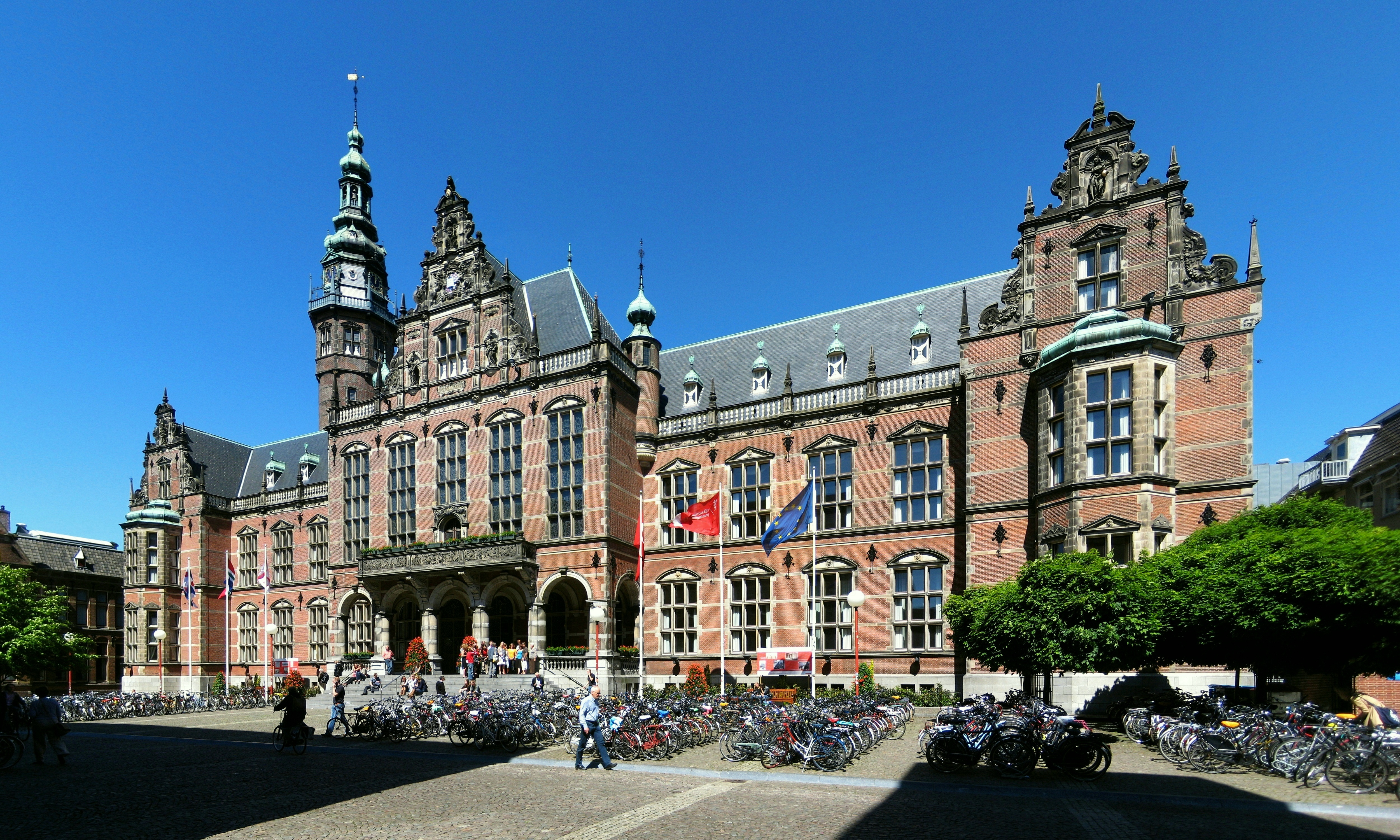
20世纪的主要教学楼
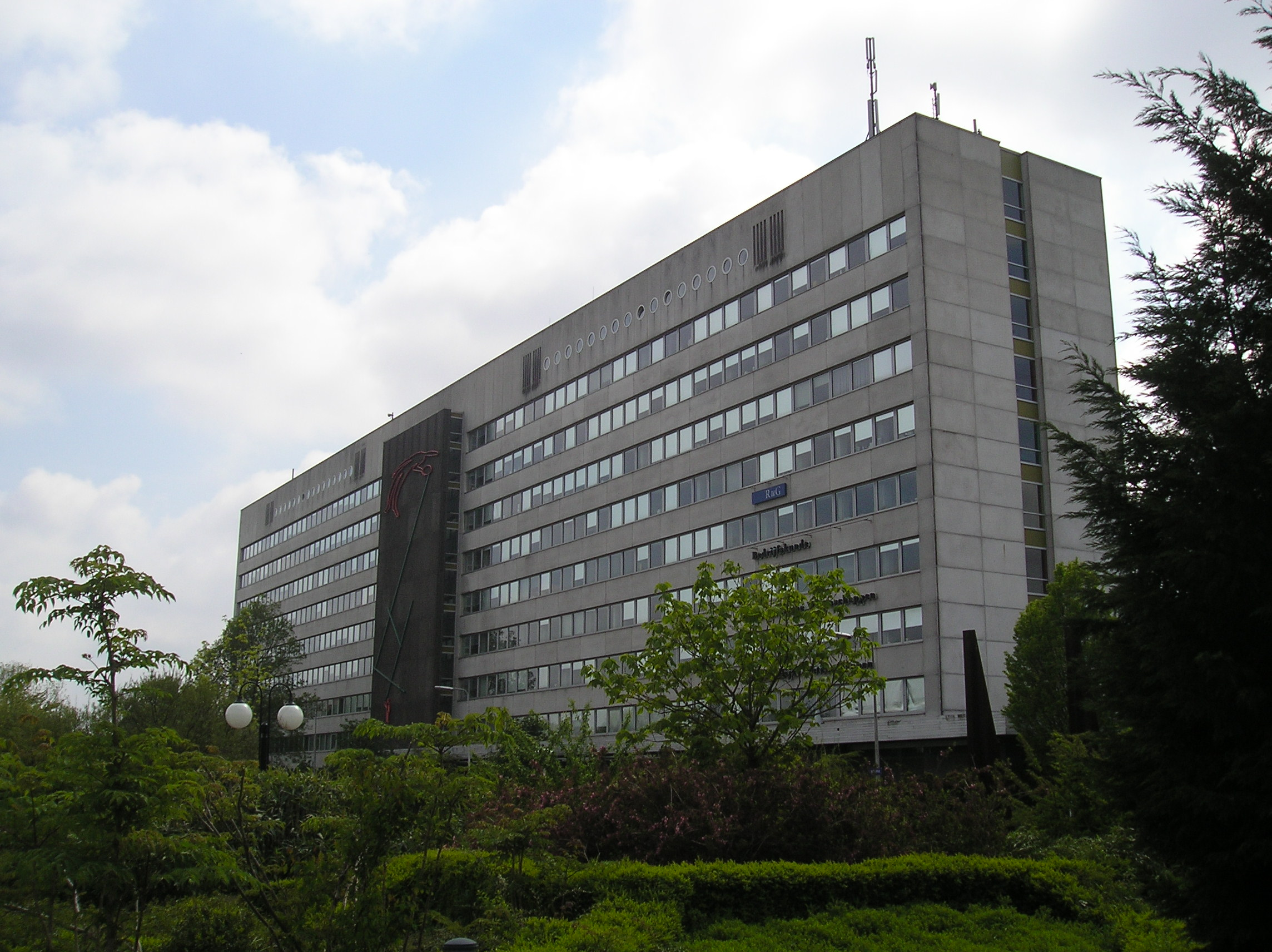
经济系
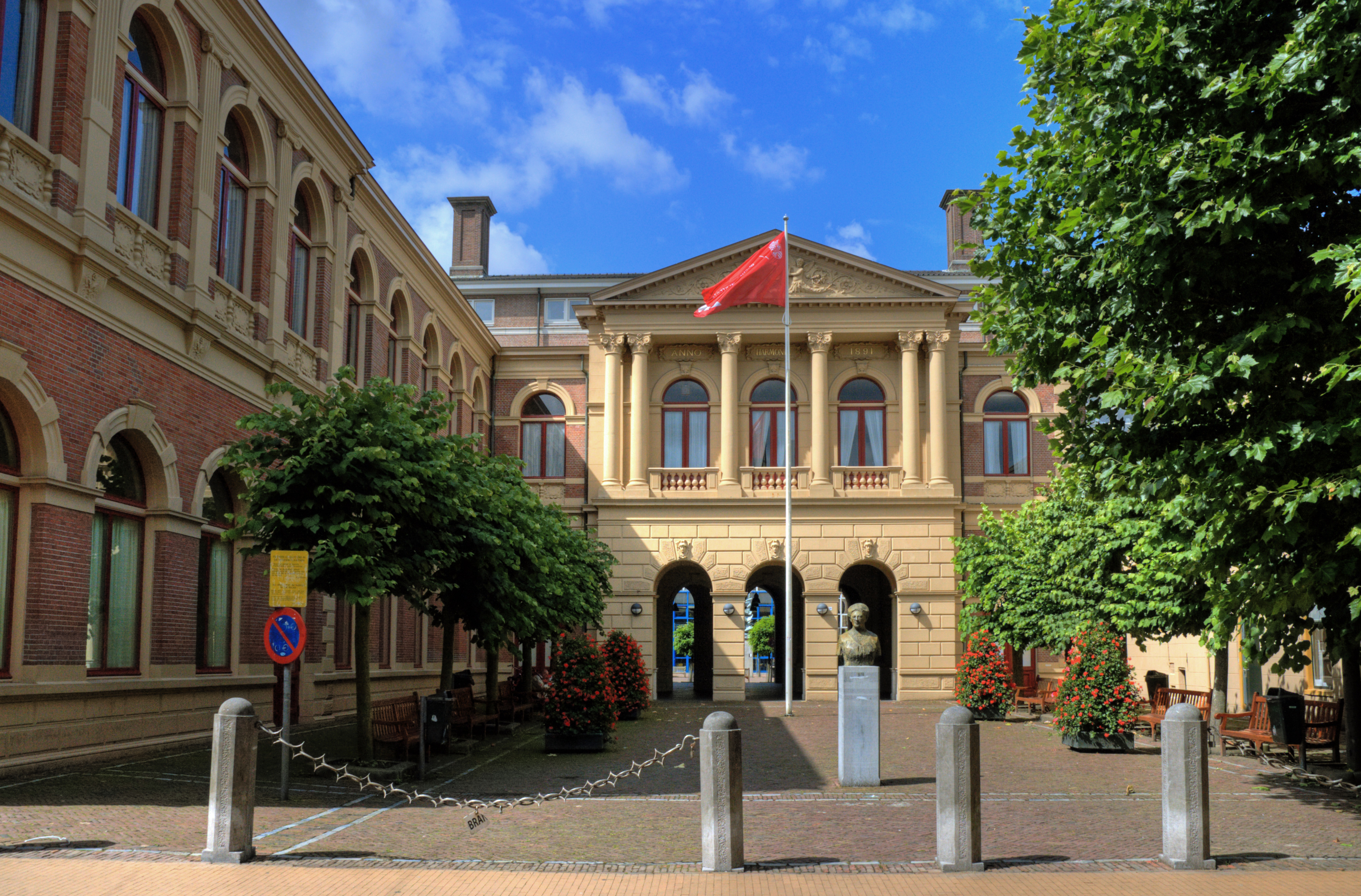
文学系
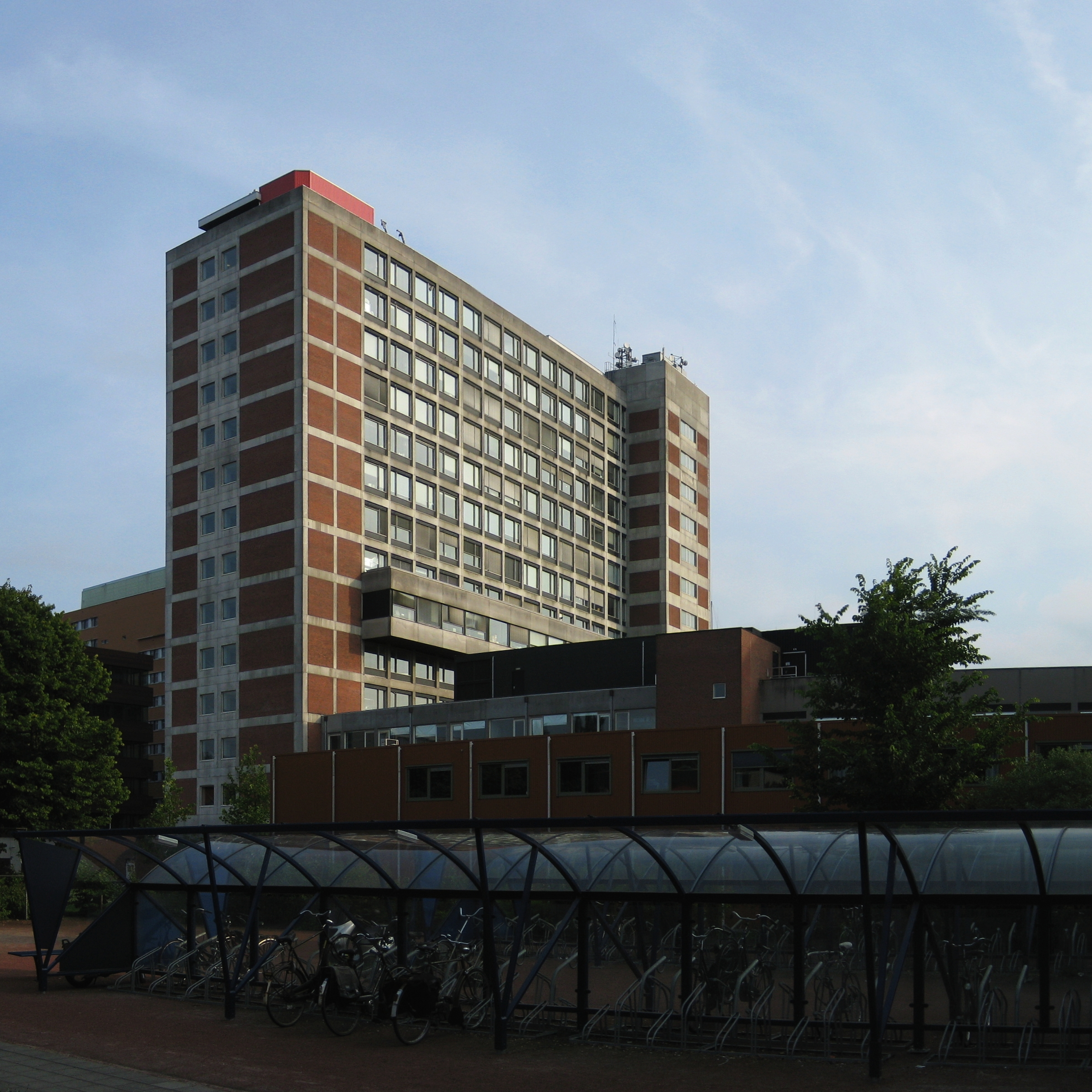
医学系
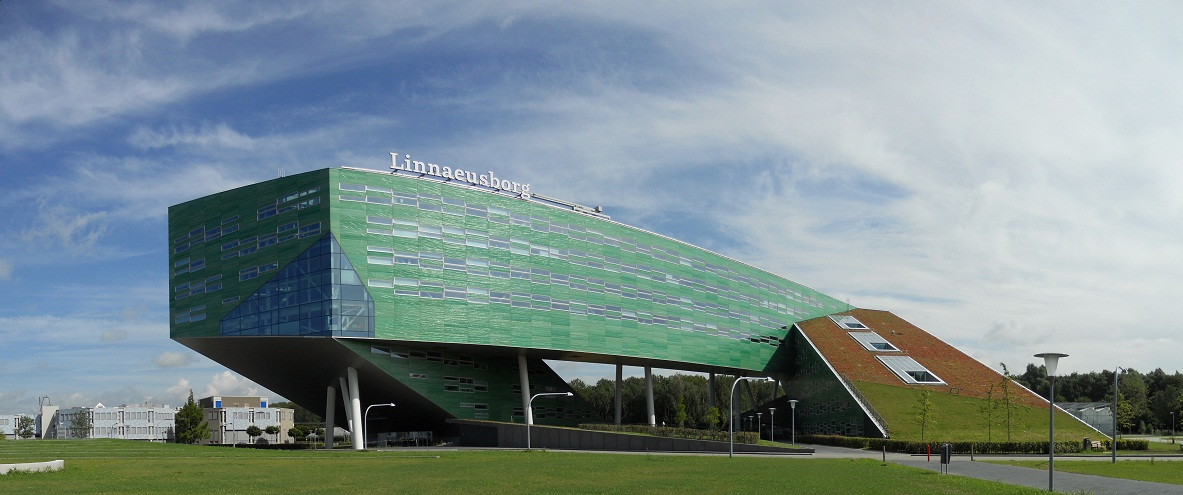
数学系和自然科学系
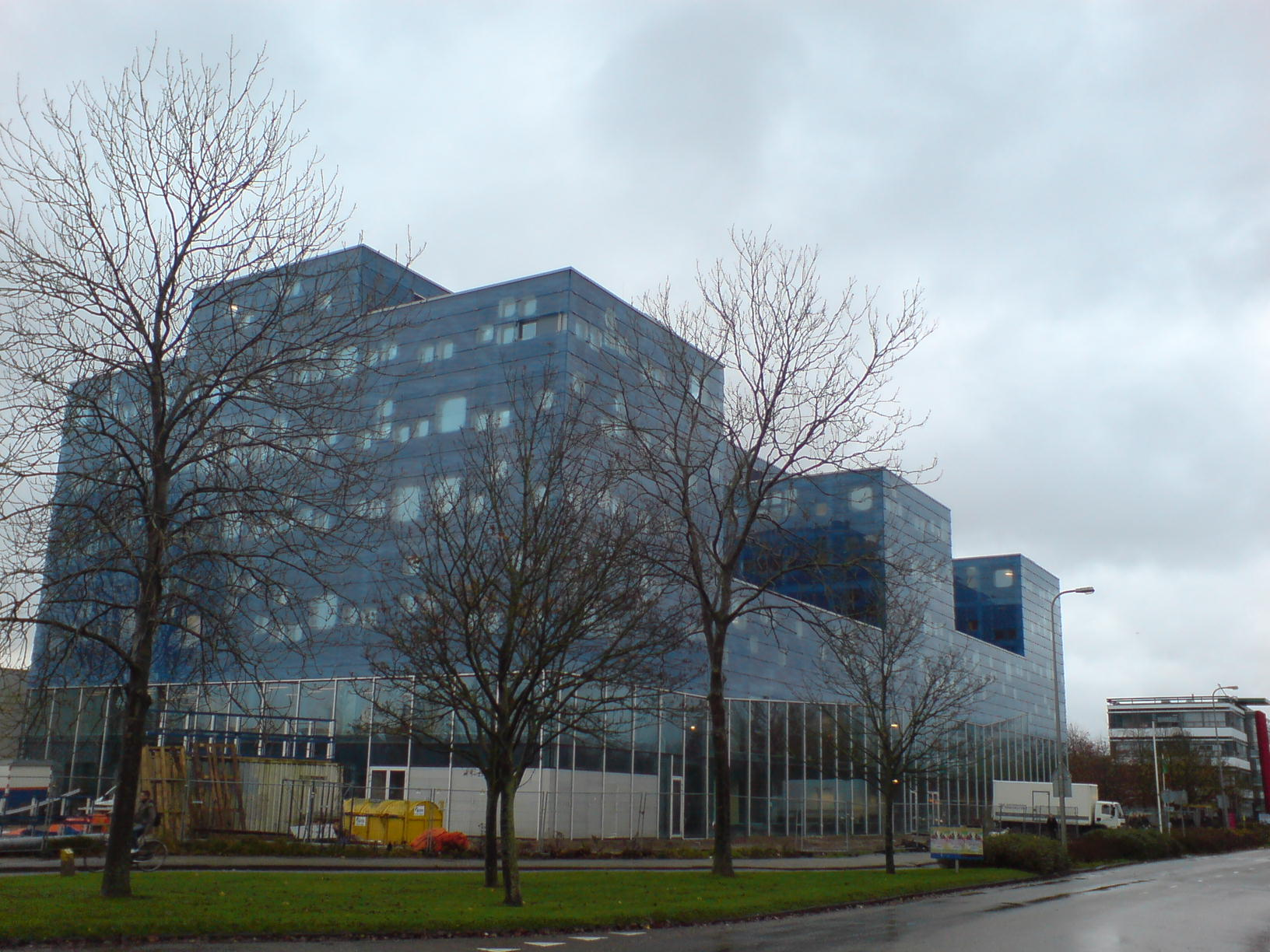
数学系和自然科学系
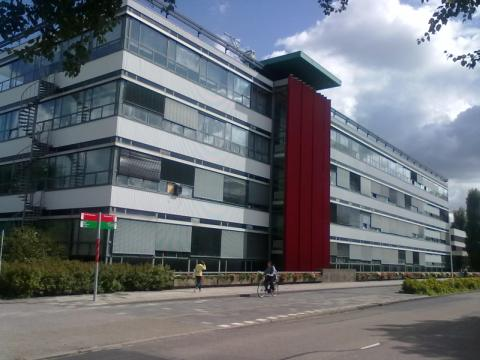
数学系和自然科学系
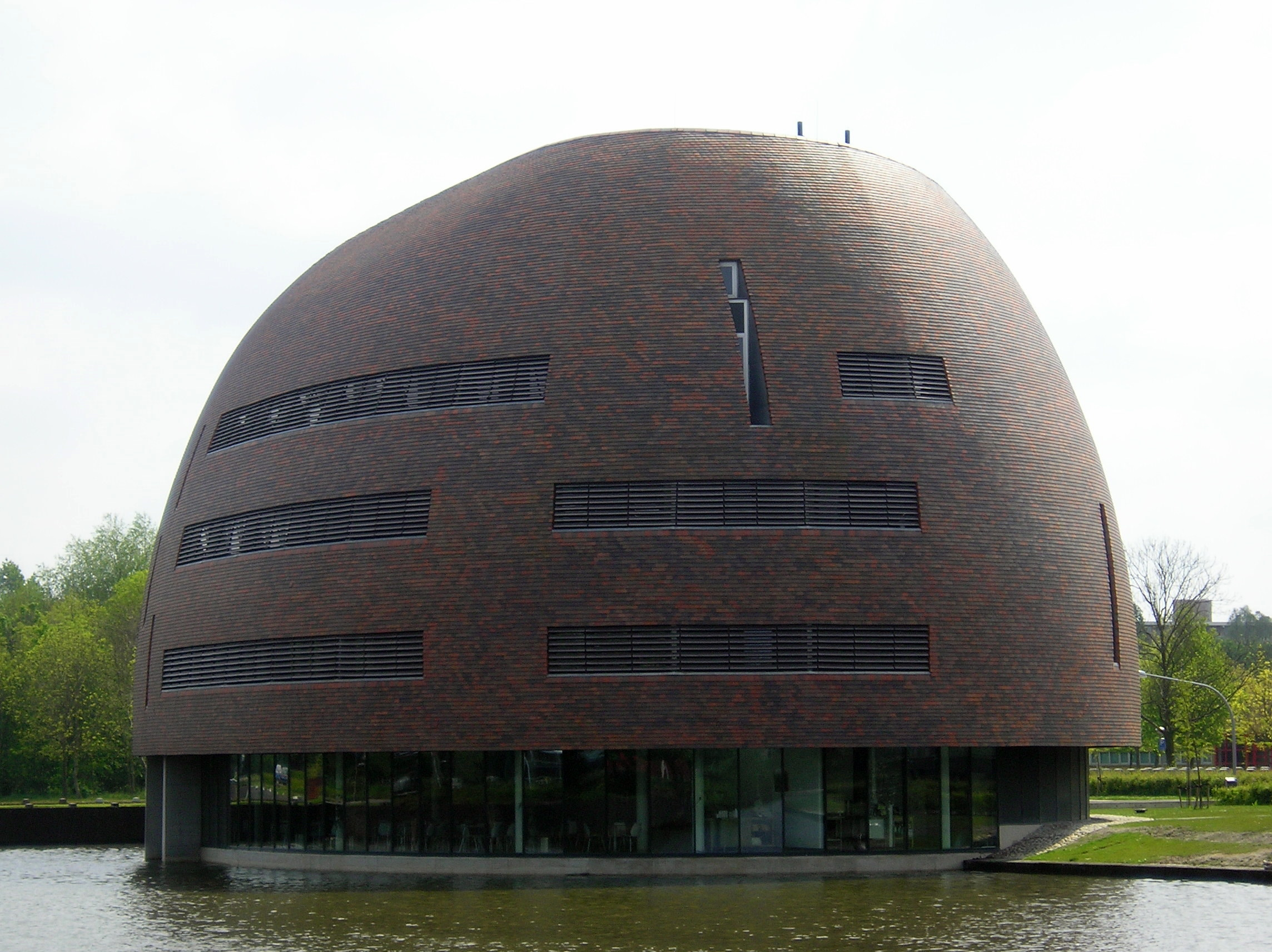
信息技术中心
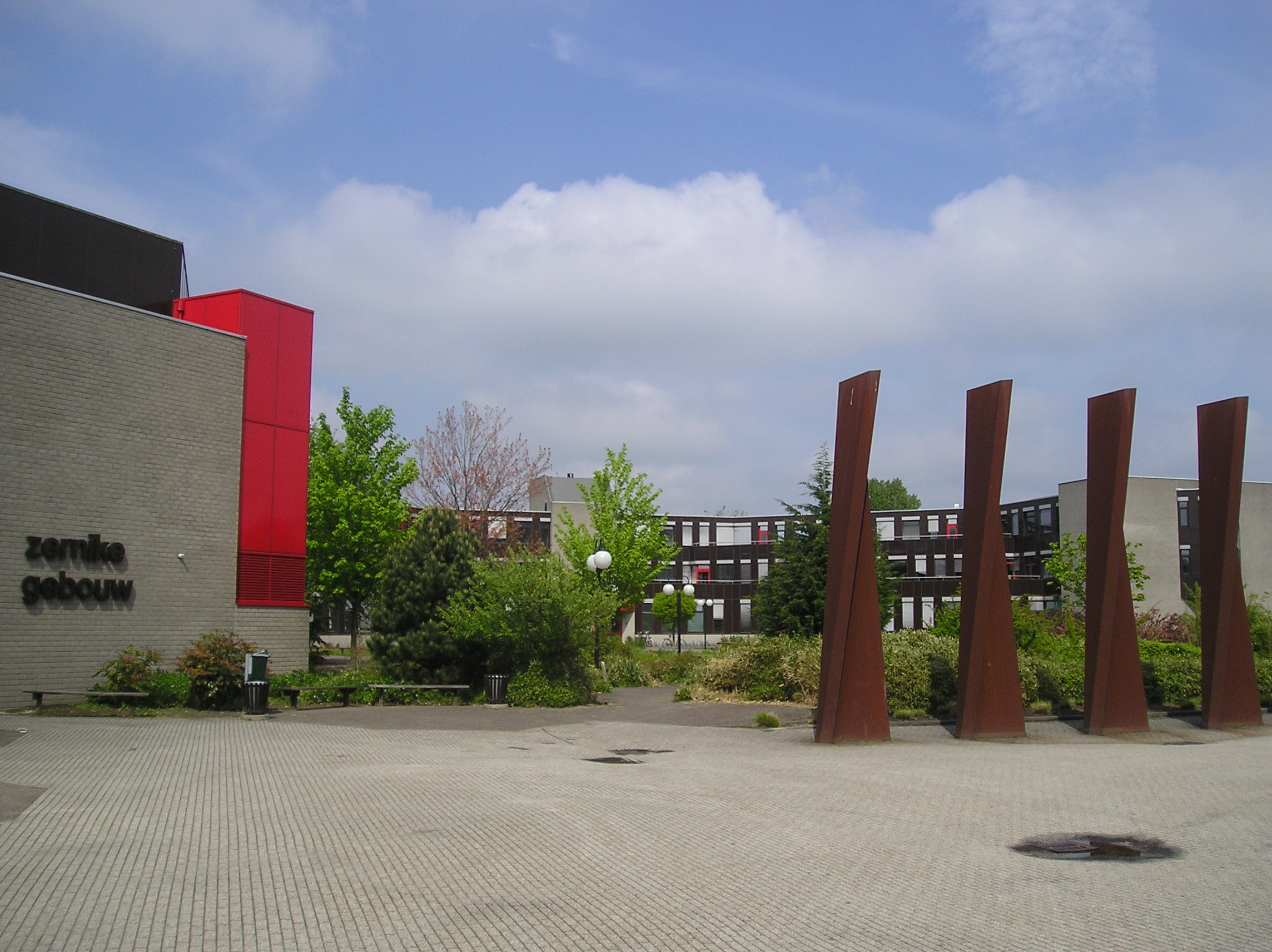
天文系
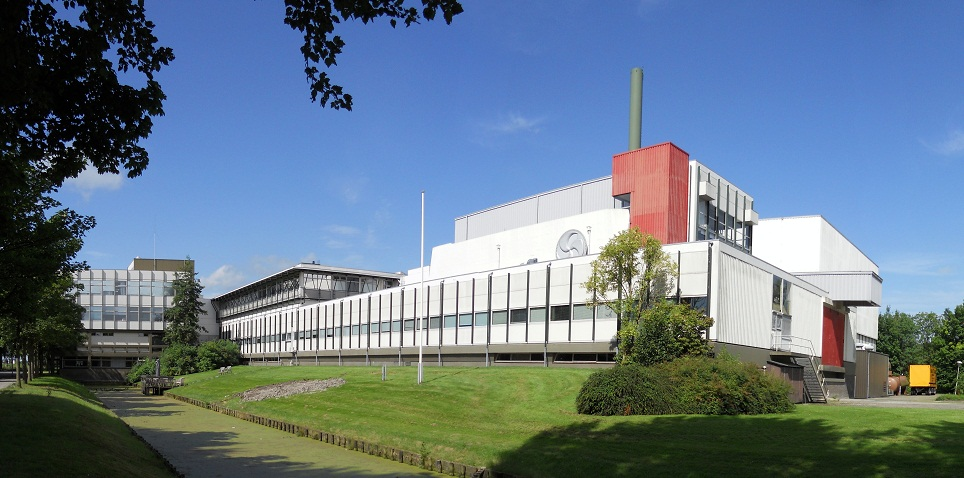
核物理加速器研究所
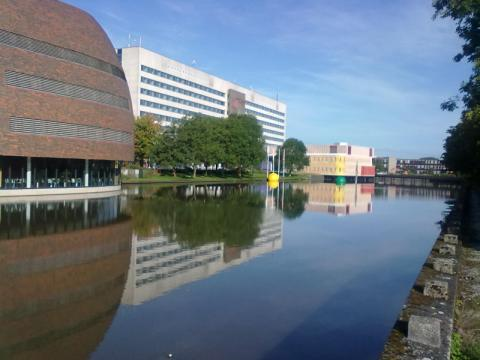
"Zernike" 大学校园